# Temporada 1979-80 de los Phoenix Suns
La temporada 1979-80 fue la duodécima de los Phoenix Suns en la NBA. La temporada regular acabó con 55 victorias y 27 derrotas, ocupando el cuarto puesto de la Conferencia Oeste, clasificándose para los playoffs, en los que cayeron en las semifinales de conferencia ante Los Angeles Lakers.

## Elecciones en elDraft
| Ronda | Puesto | Jugador       | Posición | Nacionalidad   | Universidad     |
| ----- | ------ | ------------- | -------- | -------------- | --------------- |
| 1     | 22     | Kyle Macy     | Base     | Estados Unidos | Kentucky        |
| 2     | 24     | Johnny High   | Escolta  | Estados Unidos | Nevada          |
| 5     | 107    | Mark Eaton    | Pívot    | Estados Unidos | Cypress College |
| 8     | 165    | Charles Jones | Pívot    | Estados Unidos | Albany State*   |

## Temporada regular
| División Pacífico        | División Pacífico | División Pacífico | División Pacífico | División Pacífico | División Pacífico | División Pacífico | División Pacífico | División Pacífico |
| Equipo                   | G                 | P                 | %                 | PD                | Casa              | Fuera             | Div               |                   |
| ------------------------ | ----------------- | ----------------- | ----------------- | ----------------- | ----------------- | ----------------- | ----------------- | ----------------- |
| y-Los Angeles Lakers     | 60                | 22                | .732              | –                 | 37–4              | 23–18             | 19–11             |                   |
| x-Seattle SuperSonics    | 56                | 26                | .683              | 4                 | 33–8              | 23–18             | 18–12             |                   |
| x-Phoenix Suns           | 55                | 27                | .671              | 5                 | 37–5              | 18–22             | 19–11             |                   |
| x-Portland Trail Blazers | 38                | 44                | .463              | 22                | 26–15             | 12–29             | 13–17             |                   |
| San Diego Clippers       | 35                | 47                | .427              | 25                | 24–17             | 11–30             | 13–17             |                   |
| Golden State Warriors    | 24                | 58                | .293              | 36                | 15–26             | 9–32              | 8–22              |                   |

## Playoffs

### Primera ronda
Phoenix Suns vs. Kansas City Kings 
| Fecha      | Partido                                | Ciudad      |
| ---------- | -------------------------------------- | ----------- |
| 2 de abril | Phoenix Suns 96, Kansas City Kings 93  | Phoenix     |
| 4 de abril | Kansas City Kings 106, Phoenix Suns 96 | Kansas City |
| 6 de abril | Phoenix Suns 114, Kansas City Kings 99 | Phoenix     |
|            | Phoenix Suns gana las series 2-1       |             |

### Semifinales de Conferencia
Los Angeles Lakers vs. Phoenix Suns 
| Fecha       | Partido                                  | Ciudad      |
| ----------- | ---------------------------------------- | ----------- |
| 8 de abril  | Los Angeles Lakers 119, Phoenix Suns 110 | Los Ángeles |
| 9 de abril  | Los Angeles Lakers 131, Phoenix Suns 128 | Los Ángeles |
| 11 de abril | Phoenix Suns 105, Los Angeles Lakers 108 | Phoenix     |
| 13 de abril | Phoenix Suns 127, Los Angeles Lakers 101 | Phoenix     |
| 15 de abril | Los Angeles Lakers 126, Phoenix Suns 101 | Los Ángeles |
|             | Los Angeles Lakers gana las series 4-1   |             |

## Estadísticas
| Rk | Jugador        | Edad | P  | PT | MP   | TC  | TCI  | %TC  | T3  | T3I | %T3  | TL  | TLI | %TL  | RO  | RD  | RT  | AS  | RB  | TAP | BP  | FP  | PTS  |
| -- | -------------- | ---- | -- | -- | ---- | --- | ---- | ---- | --- | --- | ---- | --- | --- | ---- | --- | --- | --- | --- | --- | --- | --- | --- | ---- |
| 1  | Truck Robinson | 28   | 82 |    | 33.0 | 6.6 | 13.0 | .512 | 0.0 | 0.0 |      | 4.0 | 5.9 | .667 | 2.6 | 6.8 | 9.4 | 1.7 | 0.7 | 0.7 | 3.1 | 3.2 | 17.3 |
| 2  | Paul Westphal  | 29   | 82 |    | 32.5 | 8.4 | 16.1 | .525 | 0.3 | 1.1 | .280 | 4.7 | 5.4 | .862 | 0.6 | 1.7 | 2.3 | 5.1 | 1.5 | 0.4 | 2.5 | 2.0 | 21.9 |
| 3  | Don Buse       | 29   | 81 |    | 30.9 | 3.2 | 7.3  | .443 | 0.2 | 1.0 | .241 | 1.0 | 1.6 | .664 | 0.9 | 2.0 | 2.9 | 4.0 | 1.6 | 0.1 | 1.1 | 1.4 | 7.7  |
| 4  | Walter Davis   | 25   | 75 |    | 30.8 | 8.8 | 15.5 | .563 | 0.0 | 0.1 | .000 | 4.0 | 4.9 | .819 | 1.0 | 2.6 | 3.6 | 4.5 | 1.5 | 0.3 | 3.2 | 2.7 | 21.5 |
| 5  | Alvan Adams    | 25   | 75 |    | 28.9 | 6.2 | 11.7 | .531 | 0.0 | 0.0 | .000 | 2.5 | 3.1 | .797 | 2.1 | 6.0 | 8.1 | 4.3 | 1.4 | 0.7 | 2.9 | 3.2 | 14.9 |
| 6  | Mike Bratz     | 24   | 82 |    | 19.4 | 3.3 | 8.4  | .392 | 0.3 | 1.0 | .244 | 1.7 | 2.0 | .870 | 0.6 | 1.4 | 2.0 | 2.7 | 1.1 | 0.1 | 1.6 | 2.0 | 8.5  |
| 7  | Gar Heard      | 31   | 82 |    | 17.1 | 2.1 | 5.0  | .417 | 0.0 | 0.0 | .000 | 0.8 | 1.0 | .744 | 1.4 | 3.2 | 4.6 | 1.2 | 1.0 | 0.6 | 1.1 | 2.2 | 5.0  |
| 8  | Alvin Scott    | 24   | 79 |    | 16.5 | 1.6 | 3.8  | .422 | 0.0 | 0.0 | .333 | 1.2 | 1.5 | .779 | 1.1 | 1.8 | 2.9 | 1.2 | 0.6 | 0.7 | 1.2 | 1.3 | 4.4  |
| 9  | Rich Kelley    | 26   | 23 |    | 16.2 | 1.9 | 3.7  | .506 | 0.0 | 0.0 |      | 2.0 | 2.6 | .783 | 1.9 | 3.2 | 5.1 | 2.2 | 1.2 | 0.7 | 2.0 | 2.5 | 5.8  |
| 10 | Jeff Cook      | 23   | 66 |    | 13.7 | 2.0 | 4.2  | .469 | 0.0 | 0.0 | .000 | 1.6 | 2.0 | .806 | 1.4 | 2.3 | 3.7 | 1.3 | 0.4 | 0.3 | 1.1 | 1.5 | 5.5  |
| 11 | Johnny High    | 22   | 82 |    | 13.7 | 1.8 | 3.9  | .446 | 0.0 | 0.1 | .143 | 1.5 | 2.2 | .674 | 0.8 | 1.3 | 2.1 | 1.5 | 0.9 | 0.2 | 1.5 | 2.1 | 5.0  |
| 12 | Joel Kramer    | 24   | 54 |    | 13.2 | 1.2 | 2.6  | .469 | 0.0 | 0.0 | .000 | 1.0 | 1.3 | .800 | 0.9 | 1.9 | 2.8 | 1.4 | 0.5 | 0.1 | 0.9 | 1.9 | 3.5  |

## Galardones y récords
| Jugador       | Galardón                           |
| Paul Westphal | Mejor quinteto de la NBA All-Star  |
| Don Buse      | Mejor quinteto defensivo de la NBA |
| Walter Davis  | All-Star                           |